# Microsoft下载管理器
Microsoft下载管理器（Microsoft Download Manager）是微软公司2011年发布的一个简单的适用于Microsoft Windows的下载管理器，它支持通过HTTP或HTTPS下载文件，并有多种语言可用。Softpedia的评论员批评此程序，认为与其他下载管理器相比缺少很多功能。